# 오름테라퓨틱
오름테라퓨틱 주식회사(영어: Orum Therapeutics)는 대한민국의 신약 기업으로, 독자 플랫폼을 이용하여 항체 기반 항암제 및 면역항암제를 개발하고 있다.

## 역사
2016년 UC버클리 생물리학 박사, 스탠퍼드대에서 박사후연구원, LG생명과학(現 LG화학) 연구원, 사노피 아시아연구소장을 거친 이승주 대표가 김용성 아주대 공대 교수와 공동 창업하였다.
2017년 시리즈 A 투자에서 90억원을 투자 받았으며 2023년 브릿지 라운드까지 약 총 1,300억 원의 투자를 유치했다. 투자 회사는 크리스탈바이오사이언스, 스틱벤처스, KB인베스트먼트, IMM인베스트먼트, 인터베스트, 스타셋인베스트먼트, 프리미어파트너스 등이 있다.

## 사업
- 2023년 미국의 브리스톨 마이어스 스퀴브에 ORM-6151을 기술이전하는 1억 8,000만 달러(약 2,377억 원) 규모의 계약을 체결했다.[6]
- 임상 진입한 유일한 파이프라인인 유방암 치료제 후보물질 'ORM-5029'에서 중대한 이상사례(SAE: 약물 투여 후 생명을 위협할 수 있는 중대한 부작용)가 발생해 임상1상 환자 모집이 일시 중단되고 FDA에 보고되었다[7]
- 2024년 미국의 버텍스 파마슈티컬에 1조 원 규모의 정밀 표적 단백질 분해 기술 이전 계약을 체결했다.[8]